# Gheorghe Pisoschi
Gheorghe Pisoschi (n.  ?) a fost un pilot român de aviație, as al Aviației Române din cel de-al Doilea Război Mondial, care a căzut în luptă.
Adjutantul av. Gheorghe Pisoschi a fost decorat cu Ordinul „Virtutea Aeronautică” cu spade, clasa Crucea de Aur cu o baretă (16 februarie 1944) „pentru vitejia de care a dat dovadă în cele 46 misiuni executate pe frontul dela Don și Stalingrad, reușind a doborî 3 avioane inamice. Din ultima misiune nu s'a  mai înapoiat”.

## Decorații
- Ordinul „Virtutea Aeronautică” cu spade, clasa Crucea de aur cu o baretă (16 februarie 1944)[1]